# Grumete

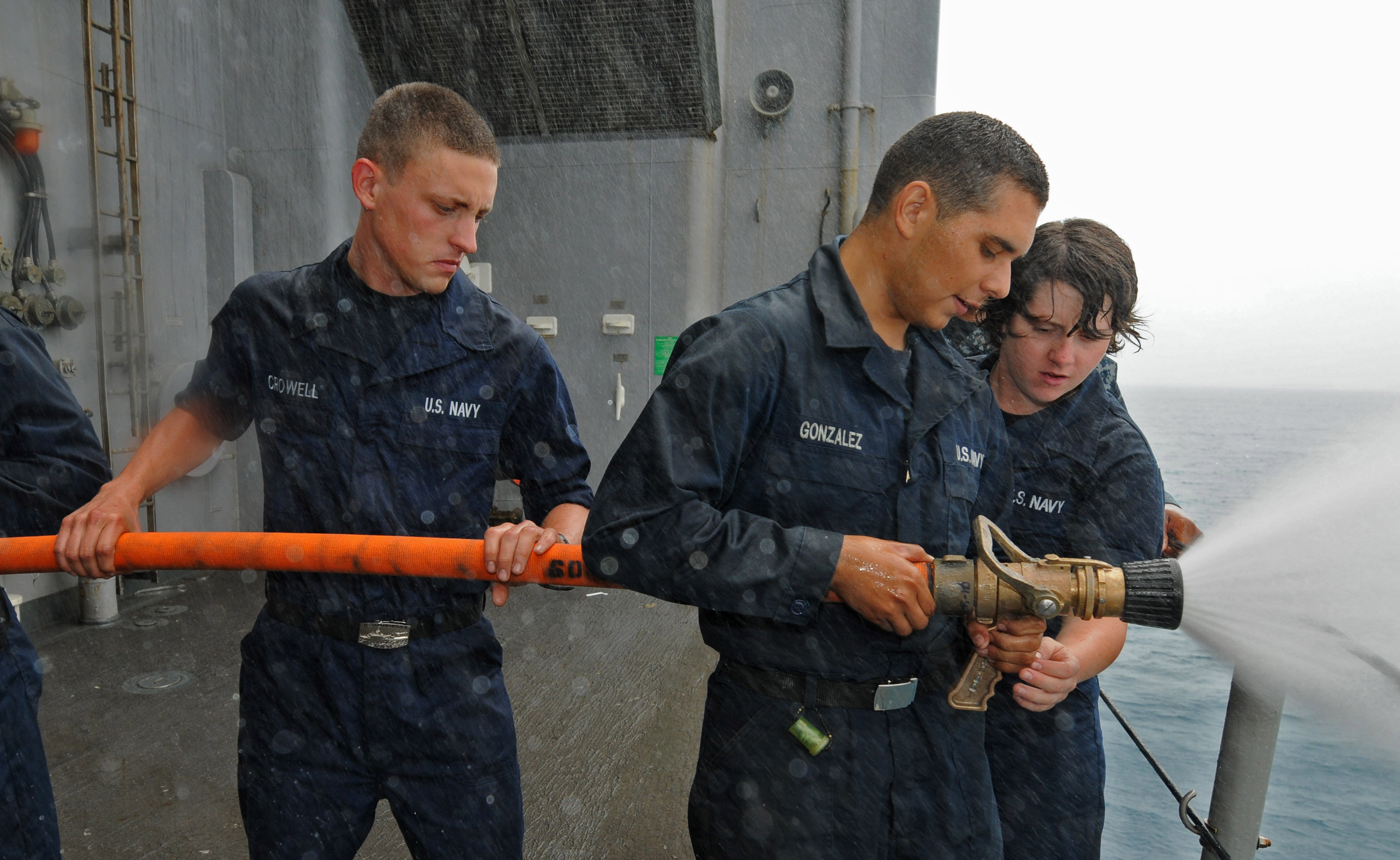
Entrenamiento de grumetes en control de daños. A bordo del barco Germantown (LSD 42) de la Armada estadounidense, Okinawa, 2011.

Grumete o aprendiz de marinero es una persona, habitualmente joven, que aprende el oficio de marinero.

## Su desempeño
Hasta el siglo XIX, muchos buques civiles y militares aceptaban grumetes a partir de los 8 años de edad que trabajaban en condiciones durísimas. El trabajo infantil era común en aquella era y el mar no fue una excepción. Con el tiempo y los avances sociales y técnicos, las profesiones marítimas fueron especializándose y necesitaron personal con mayor formación, pero hasta entrado el siglo XX no era extraño ver chicos muy jóvenes trabajando a bordo. Hoy en día, al menos en el mundo desarrollado, esta tradición ha desaparecido sustituida por aprendices de marinero mayores de edad o próximos a la mayoría de edad que son educados formalmente.

## Por país

### Brasil
En la Marina de Brasil la designación “grumete” se aplica a los estudiantes de las Escuelas de Aprendices-Marineros en el 3º y 4º período cuando los estudiantes realizarán la Práctica Grumete.

### Colombia
Los jóvenes bachilleres menores de 22 años, tienen la oportunidad de ingresar a la Armada Nacional para adelantar curso como Suboficial Naval en la Escuela Naval de Suboficiales ARC "Barranquilla", ubicada en la ciudad que lleva su nombre, capital del Departamento del Atlántico, donde se capacitan durante dos años en las áreas de Administración Marítima,  Electromecánica, Electrónica, Hidrografía, Oceanografía Física y Sanidad Naval, para desempeñarse posteriormente en las unidades navales y de  Infantería  de Marina a nivel nacional.

### Estados Unidos
El aprendiz de marinero es el segundo rango más bajo de la Armada de los Estados Unidos, la Guardia Costera de los EE. UU. y del Cuerpo de Cadetes de la Armada de EE. UU., solo situado por encima del marinero recluta. Anteriormente era denominado marinero de segunda clase.
Dentro de la calificación administrativa E-2 en la que se encuadran dentro de la Marina de los EE. UU. varía en función de la especialidad a la que pertenece el marinero. Del mismo modo, el color de las  franjas de su insignia también depende de la especialidad. 
Las especialidades son:
- Seaman Recruit (SR)
- Hospitalman Recruit (HR)
- Airman Recruit (AR)
- Fireman Recruit (FR)
- Constructionman Recruit (CR).

En los uniformes de trabajo no se portan estas insignias.

### Paraguay
Los jóvenes con estudios secundarios terminados y 18 años cumplidos, pueden ingresar a la Escuela de Formación de Suboficiales de la Armada Paraguaya (mejor reconocida por razones históricas como “Escuela de Especialidades”); las pruebas abarcan exámenes médicos, sicotécnicos, físicos e intelectuales. 
Una vez logrado el ingreso se convierten en GRUMETES, egresando, luego de dos años, como Suboficial de 3ª para formar parte del Cuadro Permanente de Suboficiales. La escuela tiene su sede en el Barrio Sajonia de Asunción. Los grumetes reciben formación militar general pero con énfasis según sus cualidades  y calificaciones  en diversas áreas como Electricidad, Motores, Máquinas, Infantería de Marina, Armamento, Cubierta, Radioseñaleros (Comunicaciones), Piloto Fluvial, Prefectura (Legislación Marítima y Fluvial), Furriel (Administración), Electromecánica , Electrónica, Hidrografía, Sanidad Naval, etc. 

### Perú
Los Jóvenes de 16 años, egresados de culminar su quinto año de media, cuales cuentan con una economía densa y/o a la vez desean seguir una carrera naval, pueden postularse e ingresar a la escuela de grumetes de la Marina de Guerra del Perú a realizar su servicio militar voluntario, al realizar un año de servicio militar en la Armada Naval Peruana, reciben los beneficios correspondientes a la ley y el apoyo del estado, quien apoya el ingreso a al Instituto Superior Tecnológico Público (CITEN), para seguir formando parte de la Marina de Guerra del Perú o postular en otras instituciones militares, civiles y universidades.